# غريت مينين
غريت مينين (مواليد 14 أغسطس 1997) هي لاعبة تنس محترفة بلجيكية، أعلى تصنيف لها في الفردي كان ال69 في أكتوبر 2021.

## روابط خارجية
- غريت مينين على موقع رابطة محترفات التنس (الإنجليزية)
- غريت مينين على موقع الاتحاد الدولي لكرة المضرب (الإنجليزية)
- غريت مينين على موقع كأس بيلي جين كينغ (الإنجليزية)
- غريت مينين على موقع بطولة ويمبلدون (الإنجليزية)
- غريت مينين على موقع خلاصة التنس.كوم (الإنجليزية)
- غريت مينين على موقع إي إس بي إن.كوم (الإنجليزية)
- غريت مينين على موقع اللجنة الأولمبية الدولية (الإنجليزية)
- غريت مينين على موقع أوليمبيديا (الإنجليزية)
- غريت مينين على موقع اللجنة الأولمبية البلجيكية (الهولندية)